# Nguyên Bảo Sơn
Nguyên Bảo Sơn (giản thể: 元宝山区; phồn thể: 元寶山區; bính âm: Yuánbǎoshān Qū) là một khu (quận) của địa cấp thị Xích Phong, khu tự trị Nội Mông Cổ, Trung Quốc.

### Nhai đạo
- Tây Lộ Thiên (西露天街道)
- Bình Trang Thành Khu (平庄城区街道)

### Trấn
- Phong Thủy Câu (风水沟镇)
- Nguyên Bảo Sơn (元宝山镇)
- Mỹ Lệ Hà (美丽河镇)
- Bình Trang (平庄镇)
- Ngũ Gia (五家镇)